# Dipterocarpus ochraceus
Dipterocarpus ochraceus — вид тропических деревьев из рода Диптерокарпус семейства Диптерокарповые. Эндемик северной части острова Калимантан, произрастает только на территории малайзийского штата Сабах. Встречается на высоте 600—700 метров, иногда поднимается до 900 метров. Был впервые описан американцем Уильямом Мейджером в 1963 году.